# Кетрін Берклей
Кетрін Берклей (англ. Catherine Barclay; нар. 12 червня 1973) — колишня австралійська тенісистка.
Найвищу одиночну позицію світового рейтингу — 157 місце досягла 23 листопада 1998, парну — 32 місце — 20 липня 1998 року.
Здобула 3 одиночні та 2 парні титули.
Найвищим досягненням на турнірах Великого шолома був чвертьфінал в парному розряді.

## Фінали турнірів WTA

### Парний розряд: 8 (2–6)
| Легенда                             |
| ----------------------------------- |
| Турніри Великого шолома (0–0)       |
| Premier Mandatory & Premier 5 (0–0) |
| Premier (0–0)                       |
| International (2–6)                 |

| Результат | Ранг | Дата     | Турнір                                         | Покриття | Партнерка        | Суперниці                             | Рахунок            |
| --------- | ---- | -------- | ---------------------------------------------- | -------- | ---------------- | ------------------------------------- | ------------------ |
| Поразка   | 1.   | 1994     | Birmingham Classic, Велика Британія            | Трава    | Керрі-Енн Г'юз   | Зіна Гаррісон Лариса Савченко-Нейланд | 4–6, 4–6           |
| Поразка   | 2.   | 1997     | Warsaw Open, Польща                            | Ґрунт    | Майке Бабель     | Руксандра Драгомір Інес Горрочатегі   | 4–6, 0–6           |
| Поразка   | 3.   | 1999     | Japan Open, Токіо                              | Тверде   | Керрі-Енн Г'юз   | Коріна Мораріу Кімберлі По            | 3–6, 2–6           |
| Поразка   | 4.   | 2000     | Rosmalen Grass Court Championships, Нідерланди | Трава    | Каріна Габшудова | Еріка Делоун Ніколь Пратт             | 6–7(4–7), 3–4 ret. |
| Поразка   | 5.   | 2000     | Knokke-Heist Championships, Бельгія            | Ґрунт    | Ева Дірберг      | Джулія Казоні Ірода Туляганова        | 6–2, 4–6, 4–6      |
| Поразка   | 6.   | Січ 2002 | Hobart International, Австралія                | Тверде   | Крістіна Вілер   | Татьяна Гарбін Ріта Гранде            | 2–6, 6–7(3–7)      |
| Перемога  | 1.   | Кві 2002 | Budapest Grand Prix, Угорщина                  | Ґрунт    | Емілі Луа        | Олена Бовіна Жофія Губачі             | 4–6, 6–3, 6–3      |
| Перемога  | 2.   | 2002     | Гертогенбос, Нідерланди                        | Трава    | Мартіна Мюллер   | Б'янка Ламаде Магдалена Малеєва       | 6–4, 7–5           |

## Фінали ITF

### Одиночний розряд: 10 (3–7)
| Легенда         |
| --------------- |
| турніри $75,000 |
| турніри $50,000 |
| турніри $25,000 |
| турніри $10,000 |

| Результат | Ранг | Дата              | Турнір                   | Покриття | Суперниця        | Рахунок       |
| --------- | ---- | ----------------- | ------------------------ | -------- | ---------------- | ------------- |
| Поразка   | 1.   | 14 жовтня 1990    | ITF Мацуяма, Японія      | Тверде   | Хіракі Ріка      | 4–6, 2–6      |
| Поразка   | 2.   | 17 травня 1992    | ITF Барселона, Іспанія   | Ґрунт    | Паола Суарес     | 4–6, 1–6      |
| Перемога  | 3.   | 21 березня 1993   | ITF Канберра, Австралія  | Трава    | Джейн Тейлор     | 6–4, 4–6, 6–2 |
| Поразка   | 4.   | 28 березня 1993   | ITF Бендіго, Австралія   | Трава    | Джейн Тейлор     | 6–4, 0–6, 6–7 |
| Перемога  | 5.   | 11 жовтня 1993    | ITF Куросіо, Японія      | Тверде   | Мотідзукі Хіроко | 2–6, 6–1, 6–2 |
| Перемога  | 6.   | 6 листопада 1994  | ITF Саґа, Японія         | Трава    | Аннабел Еллвуд   | 6–2, 7–5      |
| Поразка   | 7.   | 4 травня 1997     | ITF Балагер, Іспанія     | Ґрунт    | Ноелія Серра     | 6–3, 3–6, 3–6 |
| Поразка   | 8.   | 21 вересня 1997   | ITF Тайбей, Тайвань      | Тверде   | Керрі-Енн Г'юз   | 4–6, 6–7      |
| Поразка   | 9.   | 25 жовтня 1998    | ITF Голд-Кост, Австралія | Тверде   | Алісія Молік     | 4–6, 6–7      |
| Поразка   | 10.  | 15 листопада 1998 | ITF Бендіго, Австралія   | Тверде   | Сінді Вотсон     | 6–3, 0–6, 5–7 |

### Парний розряд: 45 (30–15)
| Результат | Ранг | Дата              | Турнір                               | Покриття   | Партнерка           | Суперниці                                             | Рахунок                |
| --------- | ---- | ----------------- | ------------------------------------ | ---------- | ------------------- | ----------------------------------------------------- | ---------------------- |
| Перемога  | 1.   | 12 лютого 1990    | ITF Аделаїда, Австралія              | Тверде     | Керрі-Енн Г'юз      | Майя Авотінс Джоанн Ліммер                            | 6–0, 6–0               |
| Поразка   | 2.   | 13 травня 1990    | ITF Суонсі, Велика Британія          | Ґрунт      | Луїс Стейсі         | Ніколь Пратт Кіррілі Шарп                             | 1–6, 2–6               |
| Поразка   | 3.   | 20 травня 1990    | ITF Борнмут, Велика Британія         | Ґрунт      | Луїс Стейсі         | Ніколь Пратт Кіррілі Шарп                             | 1–6, 2–6               |
| Поразка   | 4.   | 30 вересня 1990   | ITF Куросіо, Японія                  | Ґрунт      | Енджи Каннінгем     | Наоко Кіносіта Еміко Такахасі                         | 4–6, 6–4, 2–6          |
| Поразка   | 5.   | 14 жовтня 1990    | ITF Мацуяма, Японія                  | Ґрунт      | Енджи Каннінгем     | Керрі-Енн Г'юз Крістін Кунс                           | 7–6, 3–6, ret.         |
| Поразка   | 6.   | 6 травня 1991     | ITF Лі-он-зе-Солент, Велика Британія | Ґрунт      | Робін Модслі        | Анке Мархль Крістіна Зінгер                           | 6–4, 6–7, 1–6          |
| Перемога  | 7.   | 25 листопада 1991 | ITF Мілдьюра, Австралія              | Тверде     | Луїс Стейсі         | Інгелісе Дрігейс Луїс Флемінг                         | 6–4, 6–3               |
| Поразка   | 8.   | 18 травня 1992    | ITF Тортоса, Іспанія                 | Ґрунт      | Мартіга Крга        | Марія-Фарнес Капістрано Катажина Теодорович-Лісовська | 6–4, 2–6, 5–7          |
| Перемога  | 9.   | 16 листопада 1992 | ITF Маунт-Гамбір, Австралія          | Ґрунт      | Луїс Стейсі         | Жанетта Гусарова Ева Мартінцова                       | 7–6(7), 6–7(4), 7–6(3) |
| Перемога  | 10.  | 6 грудня 1992     | ITF Мілдьюра, Австралія              | Тверде     | Луїс Стейсі         | Мішелл Джаггерд-Лай Елізабет Смайлі                   | 6–3, 6–4               |
| Перемога  | 11.  | 7 березня 1993    | ITF Мілдьюра, Австралія              | Трава      | Кіррілі Шарп        | Кейт Макдоналд Джейн Тейлор                           | 6–1, 6–2               |
| Перемога  | 12.  | 14 листопада 1993 | ITF Бендіго, Австралія               | Тверде     | Керрі-Енн Г'юз      | Джо-Анн Фолл Кіррілі Шарп                             | 6–2, 3–6, 7–6          |
| Перемога  | 13.  | 5 грудня 1993     | ITF Мілдьюра, Австралія              | Тверде     | Керрі-Енн Г'юз      | Джо-Анн Фолл Кіррілі Шарп                             | 6–3, 6–2               |
| Перемога  | 14.  | 30 жовтня 1994    | ITF Таракан, Індонезія               | Тверде     | Керрі-Енн Г'юз      | Каміо Йоне Кадзімута Наоко                            | 6–2, 6–3               |
| Перемога  | 15.  | 21 листопада 1994 | ITF Маунт-Гамбір, Австралія          | Тверде     | Шеннен Маккарті     | Мая Мурич Луїс Флемінг                                | 6–3, 6–4               |
| Поразка   | 16.  | 11 грудня 1994    | ITF Нуріоотпа, Австралія             | Тверде     | Керрі-Енн Г'юз      | Крістін Годрідж Кіррілі Шарп                          | 2–6, 7–6, 4–6          |
| Поразка   | 17.  | 12 грудня 1994    | ITF Мілдьюра, Австралія              | Трава      | Луїс Флемінг        | Катрін Танв'є Ванесса Вебб                            | 6–7, 6–4, 3–6          |
| Перемога  | 18.  | 8 травня 1995     | ITF Щецин, Польща                    | Ґрунт      | Ширлі-Енн Сіддалл   | Крістін Годрідж Кіррілі Шарп                          | 5–7, 7–5, 7–6(4)       |
| Поразка   | 19.  | 23 липня 1995     | ITF Вілмінгтон, США                  | Тверде     | Одра Келлер         | Тесса Прайс Клер Вуд                                  | 6–3, 1–6, 1–6          |
| Перемога  | 20.  | 4 грудня 1995     | ITF Порт-Пірі, Австралія             | Тверде     | Дженні Бірн         | Марезе Жубер Джоанн Ліммер                            | 6–1, 6–3               |
| Перемога  | 21.  | 5 травня 1996     | ITF Сеул, Південна Корея             | Тверде     | Керрі-Енн Г'юз      | Бенджамас Сангарам Choi Young-ja                      | 6–1, 6–2               |
| Перемога  | 22.  | 6 травня 1996     | ITF Сеул, Південна Корея             | Ґрунт      | Керрі-Енн Г'юз      | Хосокі Юко Танака Юка                                 | 4–6, 6–0, 6–3          |
| Поразка   | 23.  | 10 листопада 1996 | ITF Маунт-Гамбір, Австралія          | Тверде     | Кіррілі Шарп        | Ліза Макші Джоанн Ліммер                              | 4–6, 6–2, 5–7          |
| Перемога  | 24.  | 17 листопада 1996 | ITF Порт-Пірі, Австралія             | Тверде     | Кіррілі Шарп        | Ліза Макші Джоанн Ліммер                              | 7–6, 7–6               |
| Перемога  | 25.  | 15 грудня 1996    | ITF Гоуп-Айленд, Австралія           | Тверде     | Керрі-Енн Г'юз      | Ліза Макші Джоанн Ліммер                              | 6–4, 6–4               |
| Перемога  | 26.  | 8 червня 1997     | ITF Сербітон, Велика Британія        | Трава      | Керрі-Енн Г'юз      | Деббі Грем Крістін Кунс                               | 3–6, 6–4, 7–6          |
| Перемога  | 27.  | 14 вересня 1997   | ITF Сеул, Південна Корея             | Тверде     | Керрі-Енн Г'юз      | Пак Сон Хі Ван Си-тін                                 | 4–6, 6–4, 6–1          |
| Поразка   | 28.  | 15 вересня 1997   | ITF Тайбей, Тайвань                  | Тверде     | Керрі-Енн Г'юз      | Choi Young-ja Kim Eun-ha                              | 6–1, 4–6, 3–6          |
| Перемога  | 29.  | 10 листопада 1997 | ITF Маунт-Гамбір, Австралія          | Тверде     | Kim Eun-ha          | Рені Рід Река Відатс                                  | 6–3, 6–2               |
| Перемога  | 30.  | 30 листопада 1997 | ITF Нуріоотпа, Австралія             | Тверде     | Керрі-Енн Г'юз      | Нанні де Вільєрс Ліза Макші                           | 6–3, 7–5               |
| Перемога  | 31.  | 15 лютого 1998    | ITF Мідленд, США                     | Тверде (i) | Керрі-Енн Г'юз      | Ольга Барабанщикова Еріка Делоун                      | 6–2, 6–4               |
| Перемога  | 32.  | 22 лютого 1998    | ITF Рочестер, США                    | Тверде (i) | Керрі-Енн Г'юз      | Нанні де Вільєрс Джинджер Гелгесон-Нілсен             | 6–4, 6–4               |
| Перемога  | 33.  | 26 квітня 1998    | ITF Шеньчжень, КНР                   | Тверде     | Kim Eun-ha          | Гейл Біггс Хотта Томое                                | 6–3, 6–2               |
| Перемога  | 34.  | 3 травня 1998     | ITF Ґіфу, Японія                     | Трава      | Керрі-Енн Г'юз      | Чо Юн Чон Пак Сон Хі                                  | 7–6(3), 6–4            |
| Перемога  | 35.  | 11 жовтня 1998    | ITF Саґа, Японія                     | Трава      | Алісія Молік        | Еві Домінікович Бріанн Стюарт                         | 7–6, 6–4               |
| Поразка   | 36.  | 18 жовтня 1998    | ITF Сеул, Південна Корея             | Ґрунт      | Choi Young-ja       | Асагое Сінобу Кірстін Фрає                            | 2–6, 6–7               |
| Перемога  | 37.  | 25 жовтня 1998    | ITF Голд-Кост, Австралія             | Тверде     | Керрі-Енн Г'юз      | Ліза Макші Труді Мусгрейв                             | 6–4, 6–2               |
| Перемога  | 38.  | 15 листопада 1998 | ITF Бендіго, Австралія               | Тверде     | Керрі-Енн Г'юз      | Дон Бут Ванесса Вебб                                  | 6–7, 6–3, 6–1          |
| Перемога  | 39.  | 22 листопада 1998 | ITF Порт-Пірі, Австралія             | Тверде     | Труді Мусгрейв      | Аманда Грем Бріанн Стюарт                             | 5–7, 7–5, 6–2          |
| Поразка   | 40.  | 29 листопада 1998 | ITF Нуріоотпа, Австралія             | Тверде     | Труді Мусгрейв      | Деніелл Джонс Ванесса Вебб                            | 3–6, 5–7               |
| Поразка   | 41.  | 28 березня 1999   | ITF Атланта, США                     | Тверде     | Каті Шлукебір       | Ленка Немечкова Мейлен Ту                             | 3–6, 3–6               |
| Перемога  | 42.  | 3 жовтня 1999     | ITF Сеул, Південна Корея             | Тверде     | Kim Eun-ha          | Тамарін Танасугарн Пак Сон Хі                         | 4–6, 6–4, 6–2          |
| Перемога  | 43.  | 9 жовтня 1999     | ITF Саґа, Японія                     | Трава      | Ванесса Вебб        | Kim Eun-ha Петра Рампре                               | 6–7, 6–3, 6–2          |
| Перемога  | 44.  | 30 липня 2000     | ITF Дублін, Ірландія                 | Килим      | Андреа ван ден Гурк | Труді Мусгрейв Лорна Вудрофф                          | 6–4, 7–5               |
| Поразка   | 45.  | 19 листопада 2001 | ITF Нуріоотпа, Австралія             | Тверде     | Крістіна Вілер      | Еві Домінікович Саманта Стосур                        | 1–6, 7–6(5), 4–6       |